# Supertalent
Supertalent – widowisko studyjne, emitowane na antenie TVP 2, prowadzone przez Beatę Sadowską. Pierwszy odcinek emitowany był 7 października 2006 r.
Program ma na celu wyszukania osoby z charakterem i wyjątkową osobowością. Osoba, która wygra ten program, podpisze kontrakt z telewizją.
Początkowo uczestnicy brali udział w castingach w takich miastach jak: Wrocław, Gdańsk, Kraków oraz Warszawa i musieli zaprezentować się przed czteroosobowym jury w składzie: Monika Richardson, Katarzyna Figura, Bogusław Kaczyński i Wojciech Cejrowski. W kolejnych etapach z uczestników wyłoniono ścisłą czołówkę, na którą wpływ miały SMS-y przesyłane przez telewidzów. W finałowym odcinku zostało 3 uczestników, a zwycięzca podpisał kontrakt z telewizyjną Dwójką.

## Uczestnicy
| Miejsce | Imię i nazwisko     |
| ------- | ------------------- |
| 1.      | Maciej Adamiak      |
| 2.      | Karol Mąkosa        |
| 3.      | Tomasz Naborczyk    |
| 4.      | Anna Augustowska    |
| 5.      | Sylwia Kisielica    |
| 6.      | Marcin Krzyżanowski |
| 7.      | Anna Stachowska     |
| 8.      | Marcin Rapacz       |
| 11.     | Krzysztof Żurek     |
| 11.     | Maciej Moczulski    |
| 11.     | Zbigniew Arczyński  |

## Odcinki

### Odcinki 1-3
Odcinki 1-3 przedstawiają castingi. W 3 odcinku wyeliminowano: Krzysztofa Żurka, Zbigniewa Arczyńskiego i Macieja Moczulskiego.

### Odcinek 4
Czwarty odcinek odbył się 28 października 2006. Wystąpiło 8 gwiazd.
| Nr uczestnika | Uczestnik           | Skecz                             | Punkty sędziów | Klasyfikacja jury | Klasyfikacja widzów* |
| ------------- | ------------------- | --------------------------------- | -------------- | ----------------- | -------------------- |
| 1             | Karol Mąkosa        | skecz trzech w jednym             | 19 pkt.        | 1 miejsce         | 4 miejsce (15%)      |
| 2             | Anna Stachowska     | poranna gimnastyka                | 11 pkt.        | 8 miejsce         | 8 miejsce (1%)       |
| 3             | Maciej Adamiak      | telezakupy                        | 19 pkt.        | 1 miejsce         | 1 miejsce (24%)      |
| 4             | Anna Augustowska    | ogień pytań                       | 17 pkt.        | 5 miejsce         | 6 miejsce (5%)       |
| 5             | Tomasz Naborczyk    | siła magii                        | 14 pkt.        | 7 miejsce         | 3 miejsce (18%)      |
| 6             | Marcin Krzyżanowski | legendy motoryzacji               | 19 pkt.        | 1 miejsce         | 5 miejsce (14%)      |
| 7             | Sylwia Kisielica    | wiadomości z dodatkiem sprawności | 19 pkt.        | 1 miejsce         | 2 miejsce (19%)      |
| 8             | Marcin Rapacz       | kuchnia ekstremalna               | 15 pkt.        | 6 miejsce         | 7 miejsce (4%)       |

- Nieoficjalne głosy

### Odcinek 5
Piąty odcinek odbył się 4 listopada 2006. Wystąpiło 8 gwiazd. Odpadł Marcin Rapacz.
| Nr uczestnika | Uczestnik           | Skecz                | Punkty sędziów | Klasyfikacja jury | Klasyfikacja widzów |
| ------------- | ------------------- | -------------------- | -------------- | ----------------- | ------------------- |
| 1             | Karol Mąkosa        | człowiek pracy       | 11 pkt.        | 7 miejsce         | 3 miejsce (13%)     |
| 2             | Anna Stachowska     | radość i śmiech      | 10 pkt.        | 8 miejsce         | 7 miejsce (3%)      |
| 3             | Maciej Adamiak      | problemy             | 17 pkt.        | 1 miejsce         | 2 miejsce (26%)     |
| 4             | Anna Augustowska    | kabaretowa dwójka    | 17 pkt.        | 1 miejsce         | 4 miejsce (12%)     |
| 5             | Tomasz Naborczyk    | problemy             | 12 pkt.        | 6 miejsce         | 5 miejsce (9%)      |
| 6             | Marcin Krzyżanowski | kabaret na 90 sekund | 15 pkt.        | 4 miejsce         | 6 miejsce (8%)      |
| 7             | Sylwia Kisielica    | rozmowa              | 16 pkt.        | 3 miejsce         | 1 miejsce (27%)     |
| 8             | Marcin Rapacz       | program komputerowy  | 13 pkt.        | 5 miejsce         | 8 miejsce (2%)      |

### Odcinek 6
Szósty odcinek odbył się 11 listopada 2006. Wystąpiło 7 gwiazd. Odpadła Anna Stachowska.
| Nr uczestnika | Uczestnik           | Skecz                  | Punkty sędziów | Klasyfikacja jury | Klasyfikacja widzów |
| ------------- | ------------------- | ---------------------- | -------------- | ----------------- | ------------------- |
| 1             | Karol Mąkosa        | bieg na 800 m          | 16 pkt.        | 5 miejsce         | 5 miejsce (6%)      |
| 2             | Anna Stachowska     | szermierka             | 15 pkt.        | 6 miejsce         | 7 miejsce (1%)      |
| 3             | Maciej Adamiak      | hokej                  | 20 pkt.        | 1 miejsce         | 1 miejsce (54%)     |
| 4             | Anna Augustowska    | łucznictwo             | 17 pkt.        | 3 miejsce         | 2 miejsce (15%)     |
| 5             | Tomasz Naborczyk    | siatkówka              | 18 pkt.        | 2 miejsce         | 4 miejsce (9%)      |
| 6             | Marcin Krzyżanowski | boks                   | 13 pkt.        | 7 miejsce         | 6 miejsce (2%)      |
| 7             | Sylwia Kisielica    | gimnastyka artystyczna | 17 pkt.        | 3 miejsce         | 3 miejsce (14%)     |

### Odcinek 7
Siódmy odcinek odbył się 18 listopada 2006. Wystąpiło 6 gwiazd. Odpadł Marcin Krzyżanowski.
| Nr uczestnika | Uczestnik           | Skecz               | Punkty sędziów | Klasyfikacja jury | Klasyfikacja widzów |
| ------------- | ------------------- | ------------------- | -------------- | ----------------- | ------------------- |
| 1             | Karol Mąkosa        | biuro               | 17 pkt.        | 5 miejsce         | 4 miejsce (14%)     |
| 3             | Maciej Adamiak      | dyrektor zoo        | 20 pkt.        | 1 miejsce         | 1 miejsce (31%)     |
| 4             | Anna Augustowska    | podejrzenie o bagaż | 16 pkt.        | 6 miejsce         | 5 miejsce (6%)      |
| 5             | Tomasz Naborczyk    | improwizacja        | 20 pkt.        | 1 miejsce         | 3 miejsce (16%)     |
| 6             | Marcin Krzyżanowski | gitarzysta          | 18 pkt.        | 3 miejsce         | 6 miejsce (4%)      |
| 7             | Sylwia Kisielica    | chirurg plastyczny  | 18 pkt.        | 3 miejsce         | 2 miejsce (29%)     |

### Odcinek 8
Ósmy odcinek odbył się 25 listopada 2006. Wystąpiło 5 gwiazd. Odpadła Sylwia Kisielica. Wszyscy śpiewali w duecie z Marylą Rodowicz.
| Nr uczestnika | Uczestnik        | Skecz           | Punkty sędziów   | Klasyfikacja jury | Klasyfikacja widzów |
| ------------- | ---------------- | --------------- | ---------------- | ----------------- | ------------------- |
| 1             | Karol Mąkosa     | Sing, sing      | 18 pkt.          | 3 miejsce         | 2 miejsce (24%)     |
| 3             | Maciej Adamiak   | Tępa blondyna   | 17 pkt.          | 4 miejsce         | 1 miejsce (28%)     |
| 4             | Anna Augustowska | Trzymaj się     | 20 pkt (5,5,5,5) | 1 miejsce         | 4 miejsce (16%)     |
| 5             | Tomasz Naborczyk | Ludzkie gadanie | 12 pkt.          | 5 miejsce         | 3 miejsce (19%)     |
| 7             | Sylwia Kisielica | Wielki, maleńki | 20 pkt.          | 1 miejsce         | 5 miejsce (13%)     |

### Odcinek 9
Dziewiąty odcinek odbył się 2 grudnia 2006. Wystąpiły 4 gwiazdy. Odpadła Anna Augustowska.
| Nr uczestnika | Uczestnik        | Skecz                                    | Punkty sędziów | Klasyfikacja jury | Klasyfikacja widzów |
| ------------- | ---------------- | ---------------------------------------- | -------------- | ----------------- | ------------------- |
| 1             | Karol Mąkosa     | teleturniej test na serce                | 34 pkt.        | 2 miejsce         | 3 miejsce (23%)     |
| 3             | Maciej Adamiak   | teleturniej jaki chcesz być?             | 34 pkt.        | 2 miejsce         | 1 miejsce (37%)     |
| 4             | Anna Augustowska | teleturniej walka                        | 35 pkt.        | 1 miejsce         | 4 miejsce (15%)     |
| 5             | Tomasz Naborczyk | teleturniej osobisty stosunek do Głogowa | 32 pkt.        | 4 miejsce         | 2 miejsce (25%)     |

### Odcinek 10 – finał
Dziesiąty odcinek odbył się 9 grudnia 2006. Wystąpiły 3 gwiazdy. Zwycięzcą I edycji został Maciej Adamiak.
| Nr uczestnika | Uczestnik        | Skecz                                                     | Punkty sędziów | Klasyfikacja jury | Klasyfikacja widzów |
| ------------- | ---------------- | --------------------------------------------------------- | -------------- | ----------------- | ------------------- |
| 1             | Karol Mąkosa     | Film oryginalny rozmowa z dziećmi z programu Duże Dzieci  | 18 pkt.        | 2 miejsce         | 2 miejsce (24%)     |
| 3             | Maciej Adamiak   | Ojciec chrzestny rozmowa z dziećmi z programu Duże Dzieci | 20 pkt.        | 1 miejsce         | 1 miejsce (53%)     |
| 5             | Tomasz Naborczyk | Kocham Kino! rozmowa z dziećmi z programu Duże Dzieci     | 12 pkt.        | 3 miejsce         | 3 miejsce (23%)     |